# Canegrate
Canegrate ist eine italienische Gemeinde mit 12.574 Einwohnern (Stand 31. Dezember 2023) in der Metropolitanstadt Mailand, Region Lombardei.
Die Nachbarorte von Canegrate sind Legnano, San Vittore Olona, San Giorgio su Legnano, Parabiago und Busto Garolfo.

## Demografie
Canegrate zählt 4.730 Privathaushalte. Zwischen 1991 und 2001 stieg die Einwohnerzahl von 11.213 auf 11.810. Dies entspricht einem prozentualen Zuwachs von 5,3 %.